# Эколь Милитер (станция метро)
Эколь Милитер (фр. École Militaire) — станция линии 8 Парижского метрополитена в VII округе. Названа по располагающейся рядом парижской Военной школе.

## История
- Станция открылась 13 июля 1913 года в составе первого пускового участка линии 8 Опера — Шарль Мишель, в 1937 году разделённого между линиями 8 и 10 по станции Ла Мотт-Пике — Гренель.
- Пассажиропоток по станции по входу в 2011 году, по данным RATP, составил 4 403 029 человек[3]. В 2013 году этот показатель вырос до 4 443 503 пассажиров (105 место по уровню входного пассажиропотока в Парижском метро)[4].

## Галерея

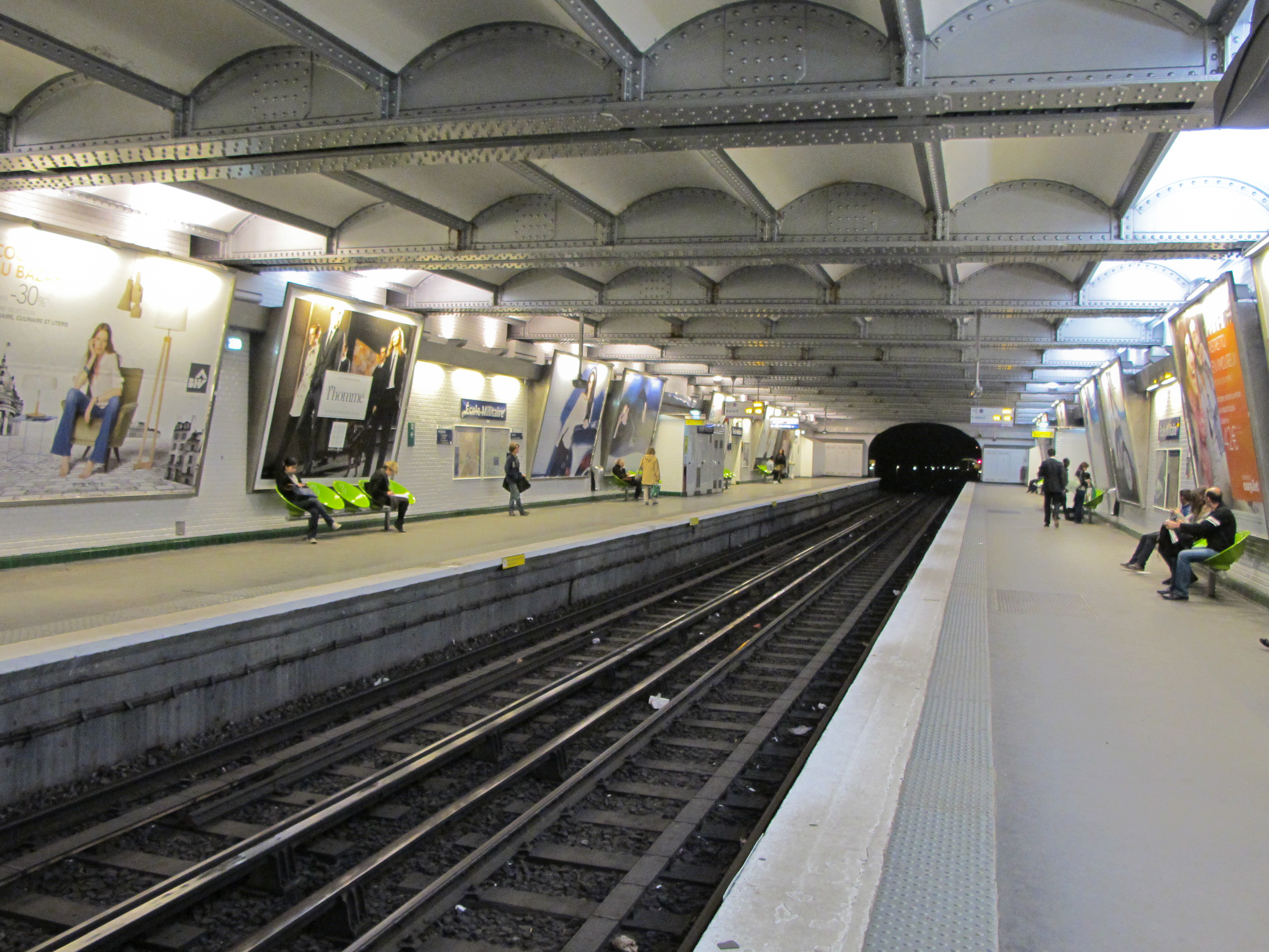
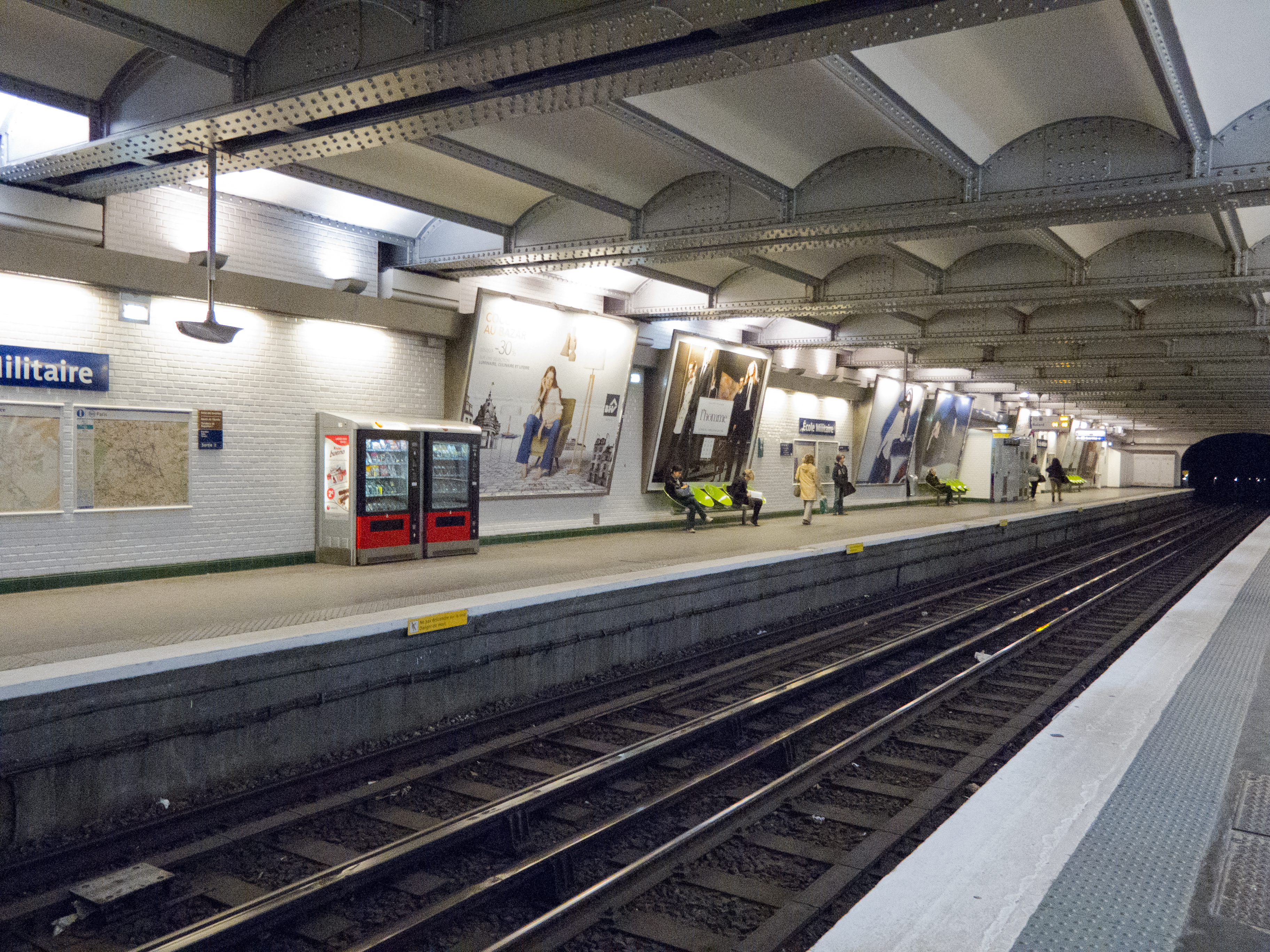
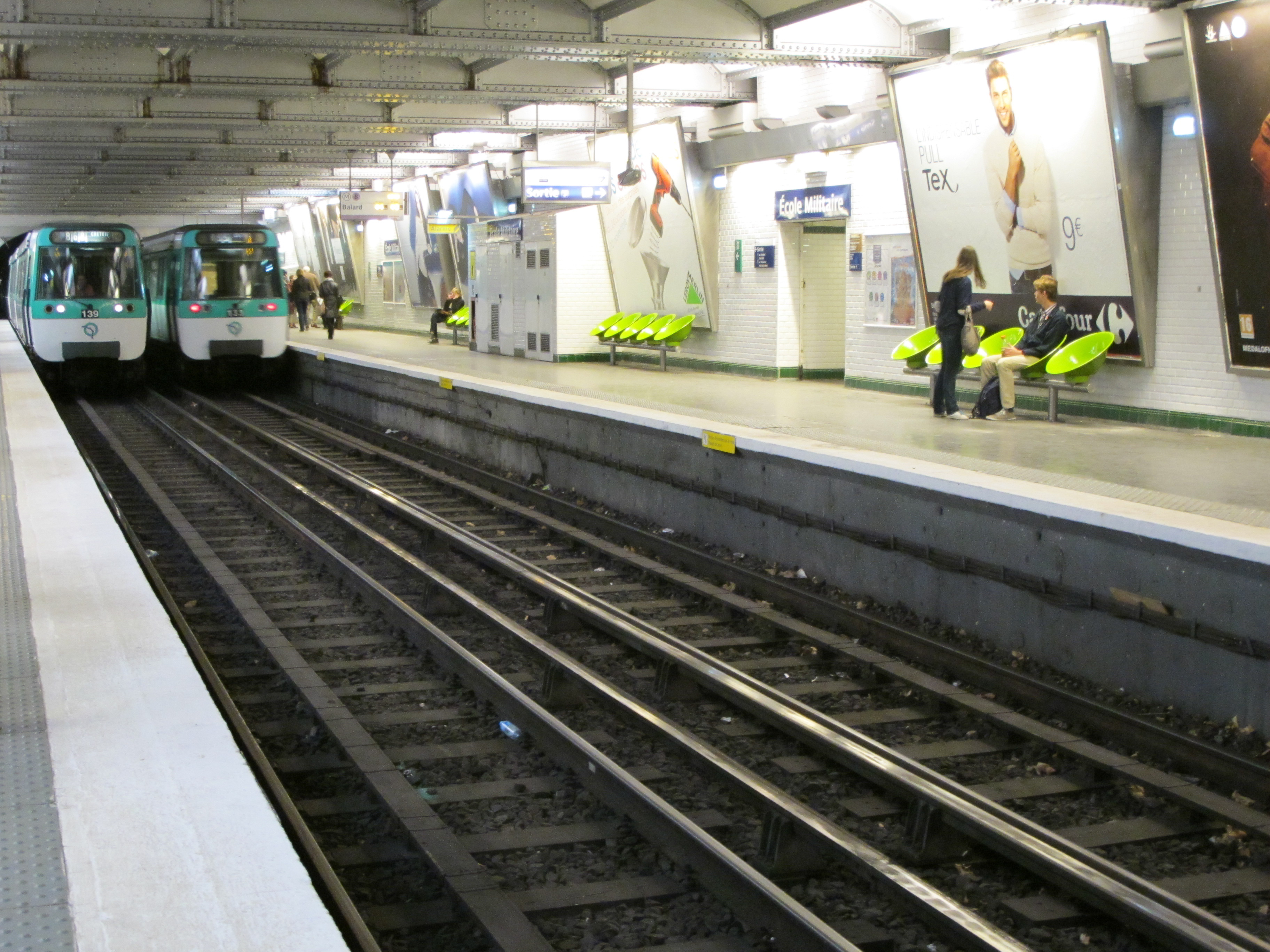